# Kaïdalovo (kraï de Transbaïkalie)
 (août 2025).
Kaïdalovo  (en russe : Кайда́лово) est un village russe du raïon de Karymskoïe du kraï de Transbaïkalie, en Sibérie. Il fait partie de l'établissement rural de Kaïdalovo, et sa population s'élevait à 784 habitants au recensement de 2021.

## Géographie
Le village de Kaïdalovo  se situe dans le kraï de Transbaïkalie, un kraï situé en Transbaïkalie, région de Sibérie orientale, en Russie. Il fait partie du district fédéral extrême-oriental. Le village fait partie du raïon de Karymskoïe, un raïon du kraï, avec Karymskoïe comme centre administratif. Il fait partie de l'établissement rural de Kaïdalovo, une municipalité dont il est le chef-lieu. L'établissement rural comprend également les villages d'Atamanovka, d'Oust-Natsigoun, de Podlesnoïe et de Tarskaïa,.
Le fuseau horaire du village est MSK+6 (heure de Iakoutsk). Le décalage horaire appliqué par rapport au temps universel coordonné est +09:00.

## Histoire
Le village a été fondé en 1706 , est les habitants, sous servage, étaient affectés à la voïvodie de Nertchinsk. Une église en bois fut construite en 1829, remplacée par une église en pierre en 1868. En 1851, le servage fut aboli et ils furent transférés à la classe des Cosaques de Transbaïkalie. En 1897, une voie ferrée fut construite près du village, partie du Transsibérien.
Pendant la guerre civile, les cosaques du villages rejoignirent le 11e régiment de cosaques blancs. Une commune de travailleurs fut constituée en 1929, et à la fin des années 1950, une centrale électrique locale est apparue à Kaïdalovo. La ferme collective ferma à la fin des années 1980.

## Démographie
Recensements (*) et estimations de la population,,:
| 1816 | 2002 * | 2010* | 2021* |
| ---- | ------ | ----- | ----- |
| 232  | 786    | 872   | 784   |

## Culture locale et patrimoine
Le village possède l'église de la Trinité, qui est classée comme objet identifié  (en attente de classement).
L'église se trouve sur une colline au-dessus de la rivière Ingoda au nord-est du village. Deux églises se trouvèrent auparavant sur le site de l'église actuelle. Elle fut construite, en pierre, de 1866 à 1868, et fut consacrée le 18 février 1868. En 1913, l'église fut rénovée de manière importante, mais sous les années soviétiques, le bâtiment servit à des fins économiques. Sans propriétaire depuis la chute de l'URSS, le bâtiment est aujourd'hui à l'abandon, continuant de s'effondrer, même s'il est réouvert depuis 1996.